# Can Titot
Can Titot és una casa d'Amer (Selva) inclosa a l'Inventari del Patrimoni Arquitectònic de Catalunya.

## Descripció
Edifici entre mitgeres de tres plantes i coberta de doble vessant a façana situada al costat esquerre del carrer Girona. La façana, de dues crugies, està arrebossada i pintada a excepció d'alguns emmarcaments d'obertures de pedra de nova i vella talla.
La planta baixa consta d'una porta d'accés i d'una porta de garatge. La porta d'entrada està emmarcada de grans blocs de pedra sorrenca motllurada i treballada. Té una llinda monolítica amb la data de 1791(any 1791) i el nom, en minúscula, de Bartomeu Bansus (?). La porta del garatge té els brancals de placats de pedra artificial i una llinda de fusta amb decoració d'estrelles i motius circulars i triangulars. A la llinda hi ha gravada la data de 1996 i les inicials SM (Severo Mera).
El primer pis conté dues finestres de pedra sorrenca motllurada. Alguns blocs són de talla antiga, però d'altres, com les llindes i els ampits, són de nova talla, construïts a l'estil original. A la llinda d'una de les finestres hi ha la data gravada de 1994 (R. AÑO 1994, és a dir, restaurat l'any 1994) i el nom de SEVERO MERA.
Al segon pis hi ha una finestra emmarcada de pedra i una finestra balconera amb brancals de pedra calcària, ampit de pedra nova i llinda de fusta. La barana és de ferro de forja amb panxa emergent a la part inferior.
El ràfec de la cornisa està format per un entramat de fusta i rajola. Les bigues de fusta, creuades per tres fileres de fusta horitzontals, estan decorades als extrems i les rajoles són pintades de verd i groc en ratlles diagonals.

## Història
Casa originària del segle xviii (1791), amb reformes i ampliacions durant dels segles posteriors, XIX i XX.
A finals del segle XX aquesta casa va ser reformada: es va renovar el segon pis, es va una porta de garatge a la planta baixa, on hi havia una finestra emmarcada de pedra que possiblement és la mateixa o part de la que actualment hi ha al segon pis. La casa ha conservat l'arrebossat original, com la majoria de les cases del carrer.